# Narragansett (kalkoen)

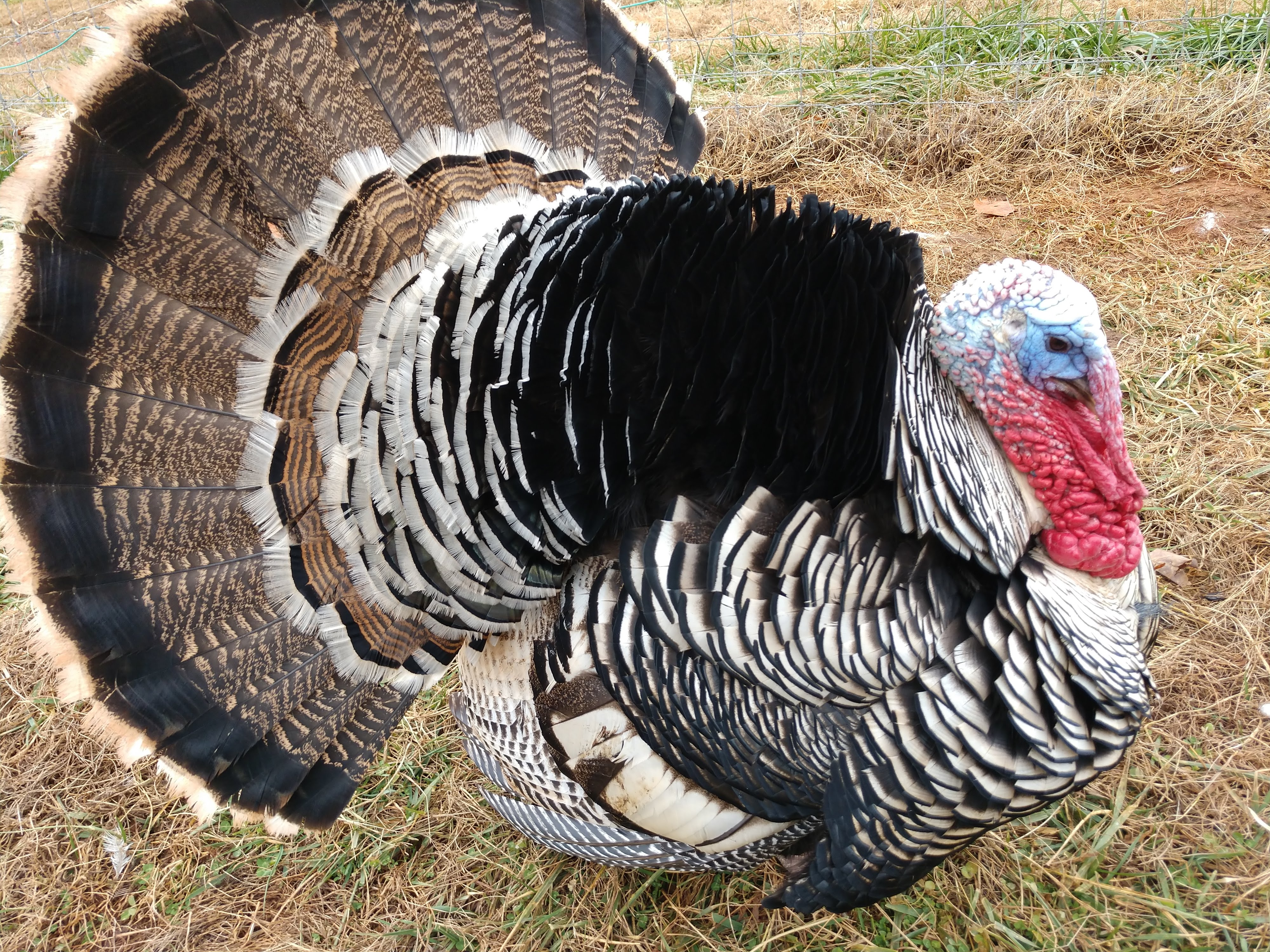
Narragansett kalkoen

De Narragansett is een oud kalkoenras. Het is oorspronkelijk afkomstig uit de staat Rhode Island in de Verenigde Staten. Het ras is genoemd naar de Narragansett-baai. Het is een kruising van wilde kalkoenen met tamme kalkoenen uit Europa, waaronder de Spaanse zwarte kalkoen. 
Dit is een zeldzaam ras, maar is bezig aan een opmars vanwege de goede smaak van het vlees en de duurzaamheid van het ras. 
De Narragansett is veelkleurig, namelijk zwart, grijs, bruin en wit. Deze kalkoen kan, in tegenstelling tot een aantal andere kalkoenrassen, goed vliegen. Ze kunnen ook hard rennen. Ze slapen het liefst boven de grond, bijvoorbeeld in een boom.  